# Wanderer W 23

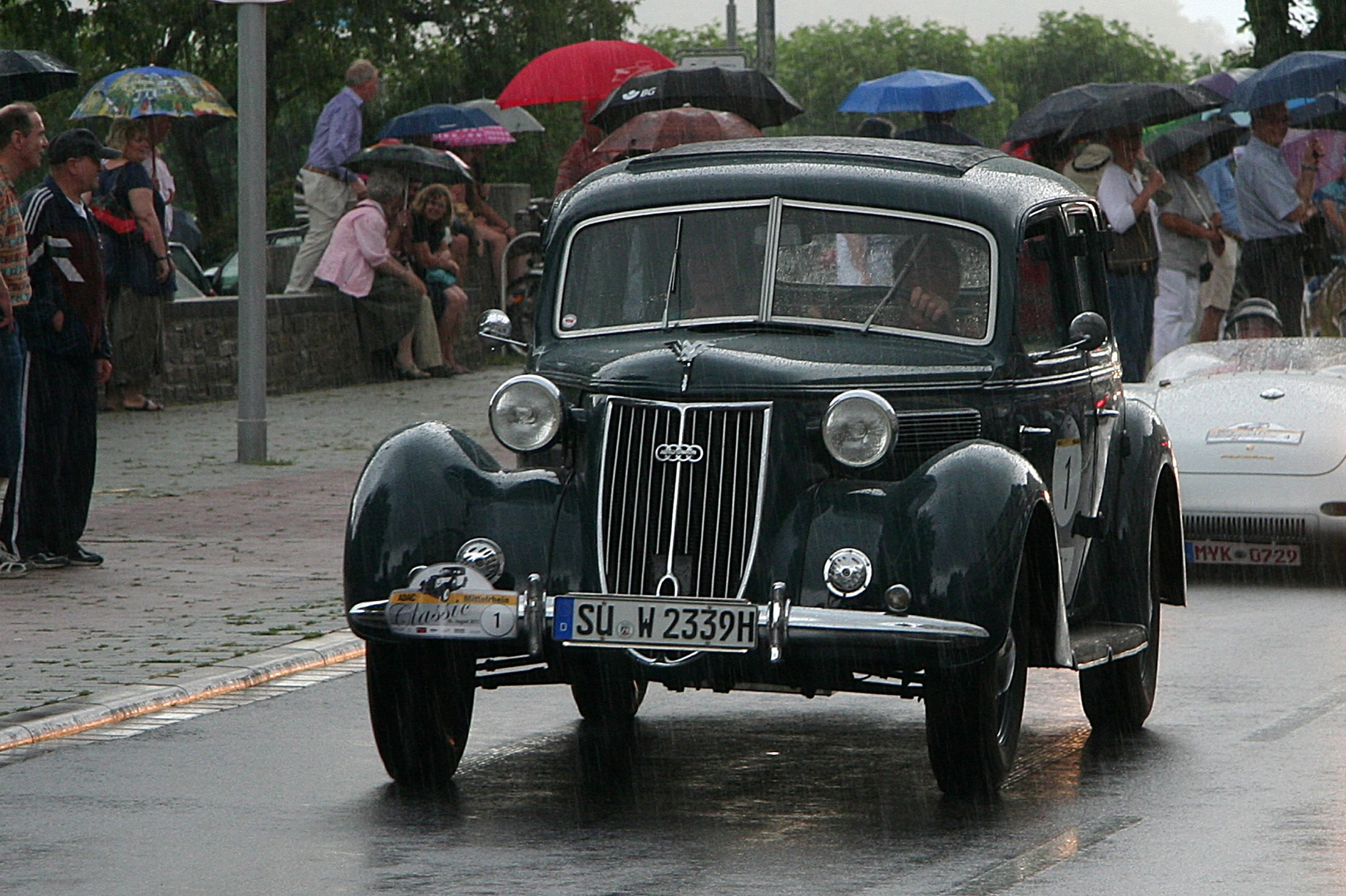
Wanderer W 23, Baujahr 1939, bei der ADAC Mittelrhein Classic 2011

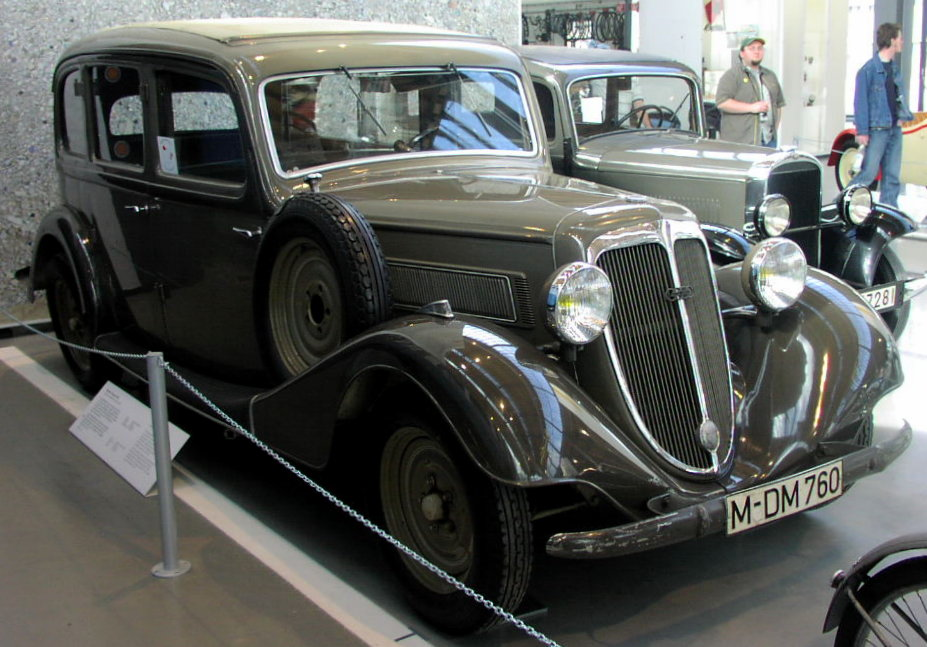
Wanderer W 26 Pullman (1939)

Der Wanderer W 23 ist ein Pkw der oberen Mittelklasse der Marke Wanderer mit 2,65-Liter-Sechszylinder-Reihenmotor und Hinterradantrieb. Die Auto Union AG stellte ihn 1937 als Nachfolger der Modelle W 45/W 51 vor. Bis 1940 wurden ca. 7900 Wanderer W 23 verkauft. Ende 1941/Anfang 1942 entstanden noch einmal 100 Cabriolets für den Reichsarbeitsdienst.

## Modellgeschichte und Technik
Der im Auto-Union-Werk Siegmar bei Chemnitz gebaute W 23 hatte einen neu konstruierten Motor mit einem Hubraum von 2651 cm³ und einer Leistung von 62 PS bei 3300/min, der gegenüber den Vorgängern mit OHV-Ventilsteuerung nur seitengesteuert war, jedoch sieben PS mehr Leistung bot. Über ein Viergang-Getriebe mit Schalthebel in der Wagenmitte wurden die Hinterräder angetrieben. Das Fahrwerk mit dem um 10 cm auf 2,9 Meter verkürzten Radstand hatte hinten statt der aufwendigen Pendelachse eine „Schwebeachse“ (Starrachse mit hochgelegter Querblattfeder). Außerdem wurde die Bordnetzspannung von 12 auf 6 Volt abgesenkt. Diese Änderungen – die technisch Rückschritte waren – waren aus Preisgründen nötig. Eine viertürige Limousine, ein zweitüriges Cabriolet und ein Kombi mit außen auf der Karosserie liegenden Holzstreben, (in den USA „Woody“ genannt) wurden angeboten. Auf die aus Siegmar gelieferten W 23-Fahrgestelle baute Gläser in Dresden die Cabriolet-Karosserien.
Parallel wurde der Wanderer W 26 mit gleichem Motor und einem längeren Radstand von 3,15 m als Tourenwagen und Pullman-Limousine mit jeweils sechs Sitzen gebaut. Die hintere „Schwingachse“ (Pendelachse) des W26-Vorgängers W 50 wurde beibehalten, da das hochliegende Federpaket der Schwebeachse zu viel Platz beanspruchte.
Als Schwestermodell des W 23 war zusätzlich der Wanderer W 52 mit gleichem Motor, 10 cm mehr Radstand (3 m) und hinterer Pendelachse im Auto-Union-Programm, um Kunden, die auf moderne Fahrwerktechnik Wert legten, ebenfalls ein Angebot zu machen. Es fanden sich aber nur ca. 1.400 Käufer, und so verschwand dieses Modell zum Jahresende 1937 wieder. Der Wagen war als viertürige Limousine (6 Fenster) und als zweitüriges Cabriolet (4 Fenster) verfügbar.
Kriegsbedingt wurde 1941 die Produktion von Personenwagen der Marke Wanderer eingestellt und nach dem Zweiten Weltkrieg nicht wieder aufgenommen.

## Technische Daten im Vergleich
|                       | W 23                                  | W 26                                  | W 52                                  |
| --------------------- | ------------------------------------- | ------------------------------------- | ------------------------------------- |
| Bauzeitraum           | 1937–1941                             | 1937–1940                             | 1937                                  |
| Aufbauten             | L4, Cb2, K5                           | T6, PL4                               | L4, Cb2                               |
| Motor                 | 6-Zylinder-Viertaktmotor in Reihe     | 6-Zylinder-Viertaktmotor in Reihe     | 6-Zylinder-Viertaktmotor in Reihe     |
| Ventilsteuerung       | SV-Ventilsteuerung (stehende Ventile) | SV-Ventilsteuerung (stehende Ventile) | SV-Ventilsteuerung (stehende Ventile) |
| Bohrung × Hub         | 75 mm × 100 mm                        | 75 mm × 100 mm                        | 75 mm × 100 mm                        |
| Hubraum               | 2651 cm³                              | 2651 cm³                              | 2651 cm³                              |
| Nennleistung          | 62 PS (45,6 kW) bei 3300/min          | 62 PS (45,6 kW) bei 3300/min          | 62 PS (45,6 kW) bei 3300/min          |
| Verbrauch             | 15 l/100 km                           | 15,5 l/100 km                         | 15 l/100 km                           |
| Höchstgeschwindigkeit | 115 km/h                              | 105 km/h                              | 115 km/h                              |
| Leergewicht           | 1390–1450 kg                          | 1470 kg                               | 1440–1500 kg                          |
| zul. Gesamtgewicht    | 1790–1850 kg                          | 1940 kg                               | 1840–1900 kg                          |
| Elektrik              | 6 Volt                                | 6 Volt                                | 6 Volt                                |
| Länge                 | 4600 mm                               | 4800 mm                               | 4700 mm                               |
| Breite                | 1700 mm                               | 1700 mm                               | 1680 mm                               |
| Höhe                  | 1650 mm                               | 1750 mm                               | 1650 mm                               |
| Radstand              | 2900 mm                               | 3150 mm                               | 3000 mm                               |
| Spur vorn/hinten      | 1420 mm/1450 mm                       | 1350 mm/1350 mm                       | 1350 mm/1350 mm                       |
| Wendekreis            | 12 m                                  | 14,3 m                                | 12 m                                  |

- T6 = 6-sitziger Tourenwagen
- L4 = 4-türige Limousine
- PL4 = 4-türige Pullman-Limousine
- K5 = 5-türiger Kombi
- Cb2 = 2-türiges Cabriolet